# Quadrigallicoccus lauracearum
Quadrigallicoccus lauracearum är en insektsart som beskrevs av Williams och Miller 1999. Quadrigallicoccus lauracearum ingår i släktet Quadrigallicoccus och familjen ullsköldlöss.
Artens utbredningsområde är Costa Rica. Inga underarter finns listade i Catalogue of Life.